# Maciej Mazur (astronom)
Maciej Miłosz Mazur (ur. 12 maja 1925 w Krzywej Górze, zm. 29 maja 2021 w Krakowie) – polski astronom, geofizyk i popularyzator nauki.

## Życiorys
Syn Józefa i Stefanii. Od 1957 pracownik, a w latach 1972–1990 kierownik Obserwatorium sejsmologicznego Instytutu Geofizyki PAN na Wawelu. Autor jednego z trzech wydanych w Polsce atlasów nieba. W latach 1973–1983 prezes PTMA, a od 1994 członek honorowy PTMA. W latach 1962–1977 współtwórca MOA w Niepołomicach. Organizator i kierownik ekspedycji astronomicznej na wielkie całkowite zaćmienie Słońca na Saharę do Nigru (1973).

## Nagrody i odznaczenia
Odznaczony między innymi Krzyżem Armii Krajowej i Krzyżem Kawalerskim Orderu Odrodzenia Polski. W 1974 z okazji Roku Kopernikańskiego został odznaczony Krakowskim Medalem Kopernikowskim nadanym przez Ogólnopolski Komitet Frontu Jedności Narodu (FJN).

## Wybór publikacji
- Atlas nieba. PZWS, Warszawa 1963.
- z Andrzejem Słowikiem: Obrotowa mapa nieba. PTMA, 1964.